# Lufengozaur
Lufengozaur (Lufengosaurus) – roślinożerny dinozaur z grupy prozauropodów, spokrewniony z masospondylem.
Inne nazwy:

Lufengocephalus

Tawasaurus
Znaczenie jego nazwy - jaszczur z Lufeng
Żył w epoce wczesnej jury na terenach Azji; Chiny (Junnan). Długość ciała ok. 6 m., waga 3,5–4 ton. Jego szczątki znaleziono w Chinach w 1958.

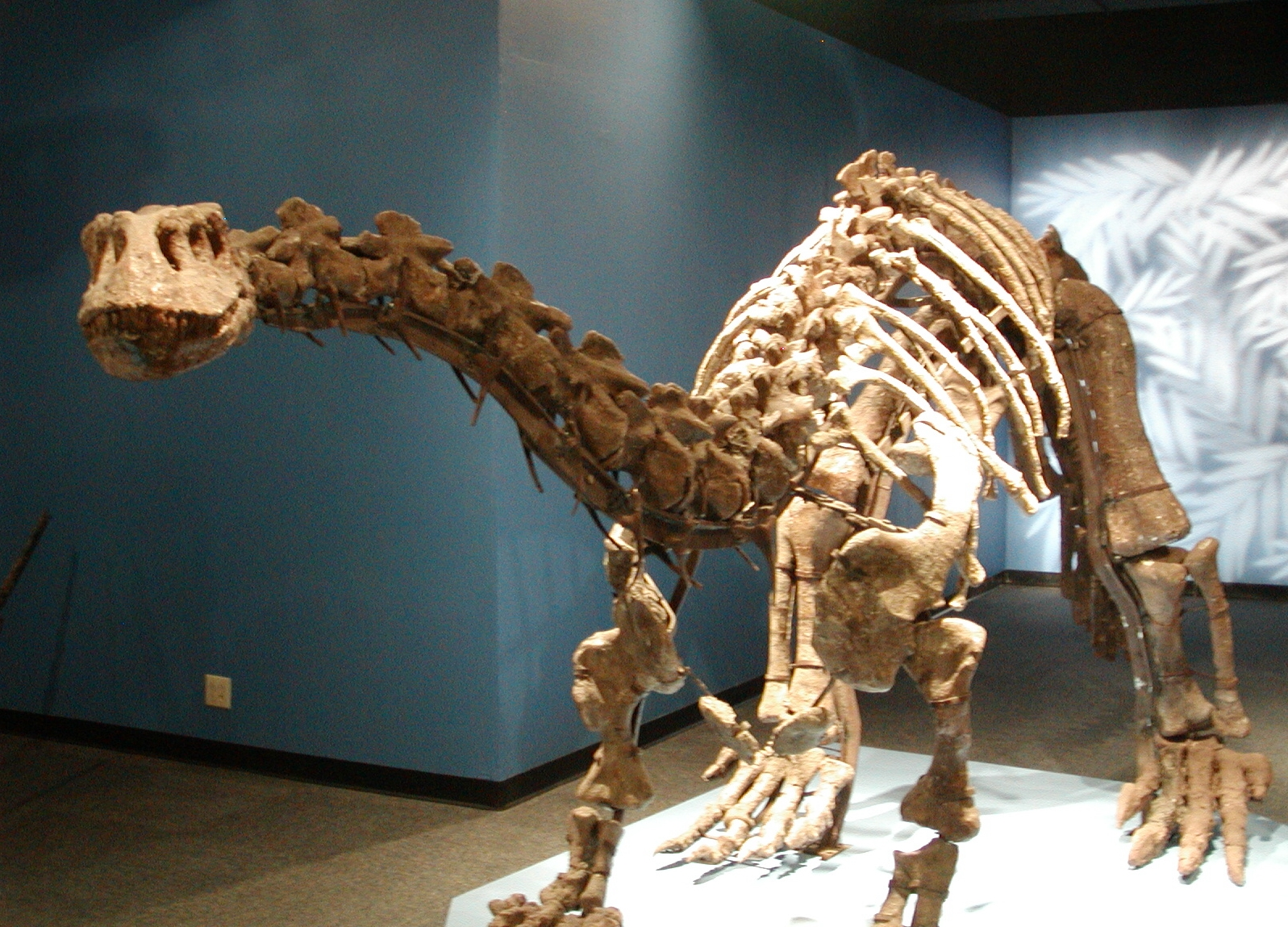
szkielet Lufengosaurus magnus (Beijing Museum of Natural History on view at the Miami Museum of Science)

Gatunki:
- Lufengosaurus huenei (Yang, 1941)
- Lufengosaurus magnus (Yang, 1947)